# Félix Álvarez-Arenas y Pacheco
Félix Álvarez-Arenas y Pacheco (Ceuta, 5 d'octubre de 1913 - Madrid, 3 d'octubre de 1992) va ser un militar espanyol, que va aconseguir el grau de Tinent General i fou l'últim Ministre de l'Exèrcit abans de la seva desaparició en l'organigrama del Govern d'Espanya.

## Biografia
Era fill del general Elíseo Alvarez-Arenas y Romero, un dels militars més prestigiosos en la guerra del Rif i en la guerra civil espanyola i germà de l'almirall i acadèmic Eliseo Álvarez-Arenas y Pacheco.
En 1929 va ingressar en l'Acadèmia General Militar, d'on va sortir amb el grau de tinent, per incorporar-se al Grup de Forces Regulars Indígenes número 3 de Ceuta. En la Guerra Civil Espanyola es va unir als revoltats, participant en diversos fronts fins que va ser ferit en la batalla del Jarama. En la contesa va aconseguir el grau de Capità.
Diplomat en Estat Major en els tres exèrcits, especialment destacat en el de Terra, va ser ascendit a Comandant en 1944, a Coronel en 1962 i a general de Brigada en 1967. Fou professor de l'Escola de l'Exèrcit, i va ser Capità general durant el franquisme de la primera, segona i vuitena Regió Militar. En 1975 va ser nomenat ministre de l'Exèrcit al govern de Carlos Arias Navarro, i continuà en el primer govern d'Adolfo Suárez fins que després de les primeres eleccions lliures de la transició, va cessar per desaparició del càrrec, ja com a Tinent General. Després fou nomenat director de l'Escola Superior de l'Exèrcit.
Va morir a Madrid el 3 d'octubre de 1992. La seva filla Carmen Álvarez-Arenas Cisneros és diputada del Partit Popular.